# Loma Cabrera
Loma Cabrera es una localidad y pedanía del municipio de Almería (Andalucía-España) situada a 7 km del núcleo principal. Loma Cabrera está situada dentro de La Cañada de San Urbano. En 2014 contaba con 2594 habitantes (INE).

## Geografía
Está situado en la parte oriental de término municipal de Almería, 7 km al este de la capital

## Economía
Se basa en la agricultura intensiva de cultivo en invernadero de hortalizas y vegetales.